# 堂崎駅
堂崎駅（どうざきえき）は、長崎県南島原市有家町石田にあった島原鉄道島原鉄道線の駅である。

## 歴史
- 1922年（大正11年）4月22日：口之津鉄道の駅として開業。当初は終着駅であった。
- 1928年（昭和3年）7月2日：南有馬駅（のちの原城駅）までの延伸開業により、途中駅となる。
- 1943年（昭和18年）7月1日：会社合併により、島原鉄道の駅となる。
- 1964年（昭和39年）10月1日：業務委託化。
- 1981年（昭和56年）10月1日：貨物営業廃止と同時に無人化。
- 1984年（昭和59年）7月17日：交換設備を撤去。
- 2008年（平成20年）4月1日：島原外港 - 加津佐間の廃線により、廃駅となる。

## 駅構造
単式ホーム1面1線を有する地上駅。ホームは線路の東側に位置する。駅舎はなく、ホーム上に待合所が置かれている。便所と自転車置き場が駅前に設置されている。無人駅となっている。

## 利用状況
営業最終年度である2007年度の年間乗車人員は12,787人、降車人員は12,858人であった。
| 年度               | 年間 乗車人員 | 年間 降車人員 |
| ------------------ | ------------- | ------------- |
| 1997年（平成09年） | 17,659        | 18,808        |
| 1998年（平成10年） | 20,081        | 21,004        |
| 1999年（平成11年） | 20,049        | 21,042        |
| 2000年（平成12年） | 17,289        | 17,316        |
| 2001年（平成13年） | 17,982        | 17,724        |
| 2002年（平成14年） | 15,604        | 15,946        |
| 2003年（平成15年） | 16,640        | 16,872        |
| 2004年（平成16年） | 18,131        | 18,113        |
| 2005年（平成17年） | 17,646        | 17,605        |
| 2006年（平成18年） | 14,161        | 13,838        |
| 2007年（平成19年） | 12,787        | 12,858        |

## 駅周辺
- 堂崎郵便局
- 国道251号

## 隣の駅
島原鉄道
島原鉄道線
布津駅 - 堂崎駅 - 蒲河駅